# Kent Douglas
Kent Gemmell Douglas, född 6 februari 1936, död 12 april 2009, var en kanadensisk professionell ishockeyback och ishockeytränare.
Han tillbringade sju säsonger i den nordamerikanska ishockeyligan National Hockey League (NHL), där han spelade för Toronto Maple Leafs, Oakland Seals och Detroit Red Wings. Douglas producerade 148 poäng (33 mål och 115 assists) samt drog på sig 631 utvisningsminuter på 428 grundspelsmatcher.
Han spelade också för New York Raiders i World Hockey Association (WHA); Winnipeg Warriors och Vancouver Canucks i Western Hockey League (WHL); Buffalo Bisons, Providence Reds, Springfield Indians, Rochester Americans och Baltimore Clippers i American Hockey League (AHL); Tulsa Oilers i Central Professional Hockey League (CPHL); Toledo Goaldiggers i International Hockey League (IHL) samt Kitchener Canucks i OHA-Jr.
Douglas vann både Calder Memorial Trophy och Stanley Cup för säsongen 1962–1963.

## Statistik
| 1954–1955      | Kitchener Canucks   | OHA-Jr.        | 21  | 2  | 5   | 7   | 104  | —  | —  | —  | —  | —   |
| 1955–1956      | Kitchener Canucks   | OHA-Jr.        | 48  | 16 | 22  | 38  | 193  | 8  | 3  | 1  | 4  | 40  |
|                | Springfield Indians | AHL            | 3   | 1  | 0   | 1   | 4    | —  | —  | —  | —  | —   |
| 1956–1957      | Owen Sound Mercurys | OHA-Sr.        | 52  | 9  | 4   | 13  | 205  | —  | —  | —  | —  | —   |
| 1957–1958      | Winnipeg Warriors   | WHL            | 68  | 10 | 24  | 34  | 135  | 7  | 0  | 1  | 1  | 25  |
| 1958–1959      | Vancouver Canucks   | WHL            | 48  | 14 | 12  | 26  | 144  | —  | —  | —  | —  | —   |
|                | Springfield Indians | AHL            | 9   | 2  | 4   | 6   | 28   | —  | —  | —  | —  | —   |
| 1959–1960      | Springfield Indians | AHL            | 67  | 12 | 18  | 30  | 157  | 10 | 1  | 4  | 5  | 45  |
| 1960–1961      | Springfield Indians | AHL            | 65  | 8  | 28  | 36  | 138  | 8  | 1  | 1  | 2  | 14  |
| 1961–1962      | Springfield Indians | AHL            | 59  | 18 | 41  | 59  | 151  | 11 | 2  | 8  | 10 | 10  |
| 1962–1963      | Toronto Maple Leafs | NHL            | 70  | 7  | 15  | 22  | 105  | 10 | 1  | 1  | 2  | 2   |
| 1963–1964      | Toronto Maple Leafs | NHL            | 43  | 0  | 1   | 1   | 29   | —  | —  | —  | —  | —   |
|                | Rochester Americans | AHL            | 27  | 6  | 13  | 19  | 38   | 2  | 0  | 1  | 1  | 2   |
| 1964–1965      | Toronto Maple Leafs | NHL            | 67  | 5  | 23  | 28  | 129  | 5  | 0  | 1  | 1  | 19  |
| 1965–1966      | Toronto Maple Leafs | NHL            | 64  | 6  | 14  | 20  | 97   | 4  | 0  | 1  | 1  | 12  |
| 1966–1967      | Toronto Maple Leafs | NHL            | 39  | 2  | 12  | 14  | 48   | —  | —  | —  | —  | —   |
|                | Tulsa Oilers        | CPHL           | 13  | 1  | 2   | 3   | 21   | —  | —  | —  | —  | —   |
|                | Rochester Americans | AHL            | 11  | 7  | 9   | 16  | 6    | 10 | 3  | 3  | 6  | 6   |
| 1967–1968      | Oakland Seals       | NHL            | 40  | 4  | 11  | 15  | 80   | —  | —  | —  | —  | —   |
|                | Detroit Red Wings   | NHL            | 36  | 7  | 10  | 17  | 46   | —  | —  | —  | —  | —   |
| 1968–1969      | Detroit Red Wings   | NHL            | 69  | 2  | 29  | 31  | 97   | —  | —  | —  | —  | —   |
| 1969–1970      | Rochester Americans | AHL            | 64  | 9  | 31  | 40  | 145  | —  | —  | —  | —  | —   |
| 1970–1971      | Baltimore Clippers  | AHL            | 71  | 9  | 36  | 45  | 72   | 6  | 1  | 3  | 4  | 16  |
| 1971–1972      | Baltimore Clippers  | AHL            | 75  | 6  | 31  | 37  | 180  | 18 | 0  | 4  | 4  | 26  |
| 1972–1973      | New York Raiders    | WHA            | 60  | 3  | 15  | 18  | 74   | —  | —  | —  | —  | —   |
|                | Long Island Ducks   | EHL            | 1   | 0  | 0   | 0   | 0    | —  | —  | —  | —  | —   |
| 1973–1974      | Baltimore Clippers  | AHL            | 71  | 7  | 46  | 53  | 176  | 9  | 2  | 4  | 6  | 34  |
| 1974–1975      | Baltimore Clippers  | AHL            | 37  | 5  | 19  | 24  | 67   | —  | —  | —  | —  | —   |
|                | Toledo Goaldiggers  | IHL            | 22  | 2  | 9   | 11  | 10   | 19 | 2  | 7  | 9  | 6   |
| 1975–1976      | Baltimore Clippers  | AHL            | 66  | 5  | 33  | 38  | 140  | —  | —  | —  | —  | —   |
| NHL totalt     | NHL totalt          | NHL totalt     | 428 | 33 | 115 | 148 | 631  | 19 | 1  | 3  | 4  | 33  |
| WHL totalt     | WHL totalt          | WHL totalt     | 116 | 24 | 36  | 60  | 279  | 7  | 0  | 1  | 1  | 25  |
| AHL totalt     | AHL totalt          | AHL totalt     | 625 | 95 | 309 | 404 | 1302 | 74 | 10 | 28 | 38 | 153 |
| OHA-Jr. totalt | OHA-Jr. totalt      | OHA-Jr. totalt | 69  | 18 | 27  | 45  | 297  | 8  | 3  | 1  | 4  | 40  |